# Брод Брук (Конектикат)
Брод Брук (енгл. Broad Brook) насељено је место без административног статуса у америчкој савезној држави Конектикат.

## Демографија
По попису из 2010. године број становника је 4.069, што је 600 (17,3%) становника више него 2000. године.
| Група             | 2000.         | 2010.         |
| Белци             | 3.145 (90,7%) | 3.204 (78,7%) |
| Афроамериканци    | 154 (4,4%)    | 430 (10,6%)   |
| Азијати           | 53 (1,5%)     | 62 (1,5%)     |
| Хиспаноамериканци | 75 (2,2%)     | 314 (7,7%)    |
| Укупно            | 3.469         | 4.069         |